# Никола Ляпчев
Никола Тасев Ляпчев е български революционер, деец на Вътрешната македоно-одринска революционна организация.

## Биография
Никола Ляпчев е роден в 1860 година в град Ресен, тогава в Османската империя. Брат е на министър-председателя на България Андрей Ляпчев и на общественика Евтим Ляпчев. В декември 1895 година става член на първия революционен комитет на ВМОРО в Ресен заедно с Петър Стрезов, Михаил Татарчев и Костадия Стрезов. Никола Ляпчев умира, пребит от турци в първите дни на Илинденско-Преображенското въстание.